# Philornis steini
Philornis steini är en tvåvingeart som först beskrevs av Adrian C. Pont 1972.  Philornis steini ingår i släktet Philornis och familjen husflugor.
Artens utbredningsområde är Colombia. Inga underarter finns listade i Catalogue of Life.